# Reino de Wei
Wei (em chinês: 魏; romaniz.: Wei) foi um Estado chinês da Antiguidade, um dos sete a ascender durante o Período dos Estados Combatentes (r. 475–221 a.C.). Estava situado no que é hoje a província de Xanxim, no centro norte da China. Originalmente era um reino vassalo que foi anexado pelo vizinho Reino de Jim em 661 a.C.. Com a divisão de Jim em 403 a.C., surgiram os reinos de Wei, Hã e Chao. Wei logo tornar-se-ia importante poder regional, fazendo várias campanhas militares bem sucedidas contra seus vizinhos na primeira metade do século IV a.C., mas declinou após perder importante batalha contra o Reino de Chi em 341 a.C.. Foi anexado pelo Reino de Chim em 225 a.C..